# Armbinde
Eine Armbinde ist ein über den Arm gestreiftes Stück Stoff als sichtbares Zeichen.
Es kann dies zum Beispiel Teil einer Sportbekleidung, einer Uniform oder alltäglicher Kleidung sein um so eine Funktion, Dienststellung, Beeinträchtigung oder einen Personenkreis schnell sicht- und erkennbar zu machen. In der Regel besteht es aus Textil oder Kunststoff, aber auch Leder und wird über der Kleidung getragen und kann zum Beispiel ein Abzeichen oder einen Schriftzug beinhalten. Es gibt dabei verschiedene Versionen, so zum Beispiel in einer Schlauchform und mit einer Befestigung an einer Schulterklappe oder zum Beispiel einem Klettverschluss zum schnellen an- und ablegen.

## Verwendungsbeispiele
- Trauersymbol: Als Zeichen der Trauer wird – etwa zu Uniformen – häufig eine schwarze Armbinde als sogenannter Trauerflor getragen.
- Behinderung: Spezielle Armbinden werden auch von Menschen mit Sehbehinderungen, Sehschwächen oder von Erblindeten getragen.
- Sport: Auch im Sport werden Armbinden getragen. So zum Beispiel mit dem Symbolen von Sponsoren.
  - Mannschaftskapitän: In verschiedenen Sportarten, wie zum Beispiel beim Fußball oder auch Handball ist der Mannschaftskapitän an der Oberarmbinde zu erkennen.
  - Schiedsrichter: Im Eishockey tragen diese zum Beispiel zwei orangefarbene Armbinden.
- Parteisymbol: Wie die Hakenkreuzarmbinde vor und in der Zeit des Nationalsozialismus.
- Zwangskennzeichen für Personen: Juden mussten ab 1. September 1941 im Deutschen Reich eine Armbinde mit dem Judenstern tragen.
- Streitkräfte: Anzeigen von speziellen Funktionen (z. B. Sanitäter oder Militärpolizei).
  - Bundeswehr: Zum Beispiel von den Feldjägern, als Leitender bei Übungen (L), Leitungspersonal bei Übungen, Gefreiter vom Dienst (GvD), Unteroffizier vom Dienst (UvD) oder vom Sicherheitsoffizier und -personal.
- Deutsche Polizei: Freiwilliger Polizeidienst (teilweise), Schriftzug Polizei, weiß auf hellgrünem oder rotem Grund für Zivilkräfte.
- Französische Polizei: Polizei in ziviler Bekleidung, Schriftzug POLICE, schwarz auf orangem Grund.

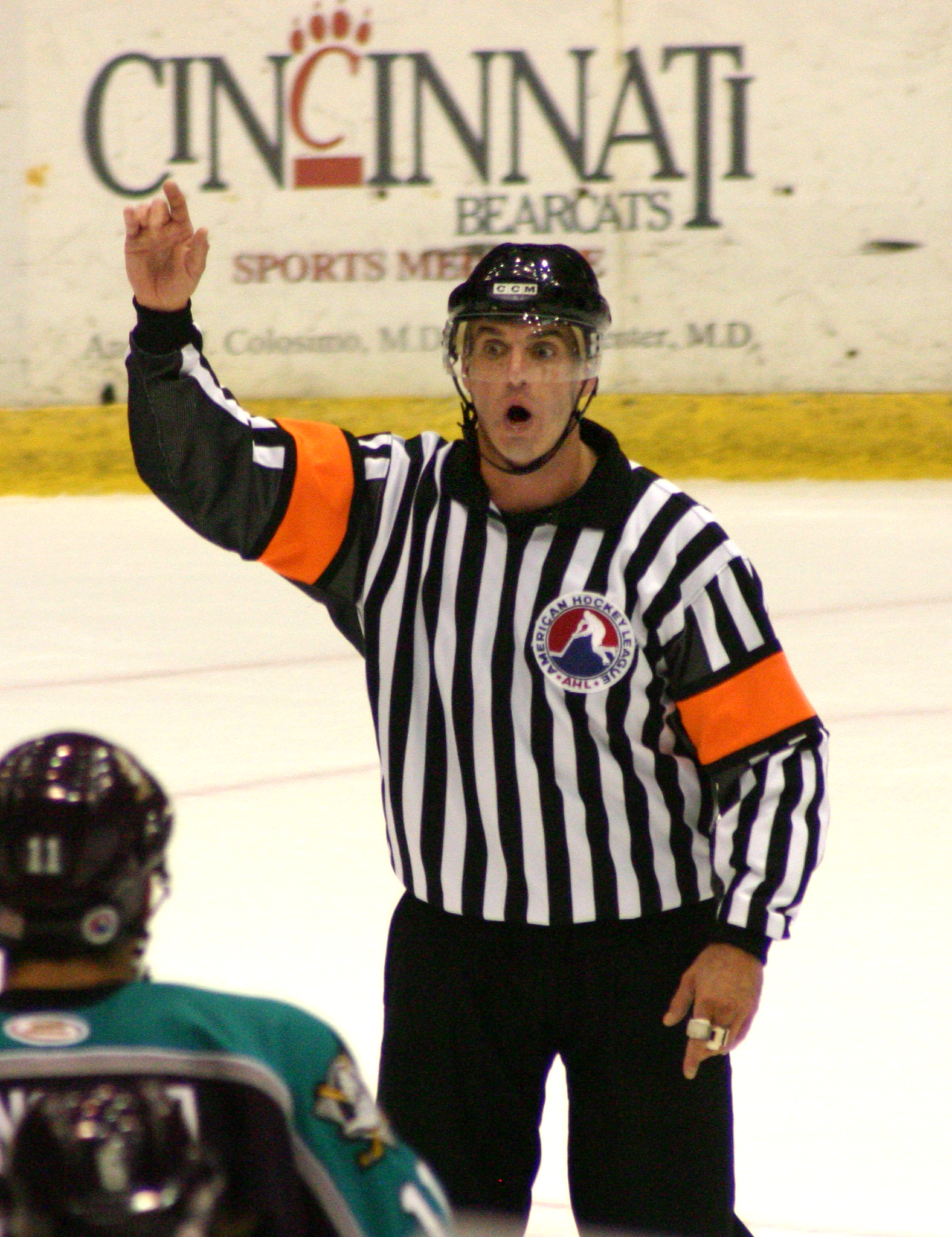
Armbinden eines Schiedsrichters beim Eishockey
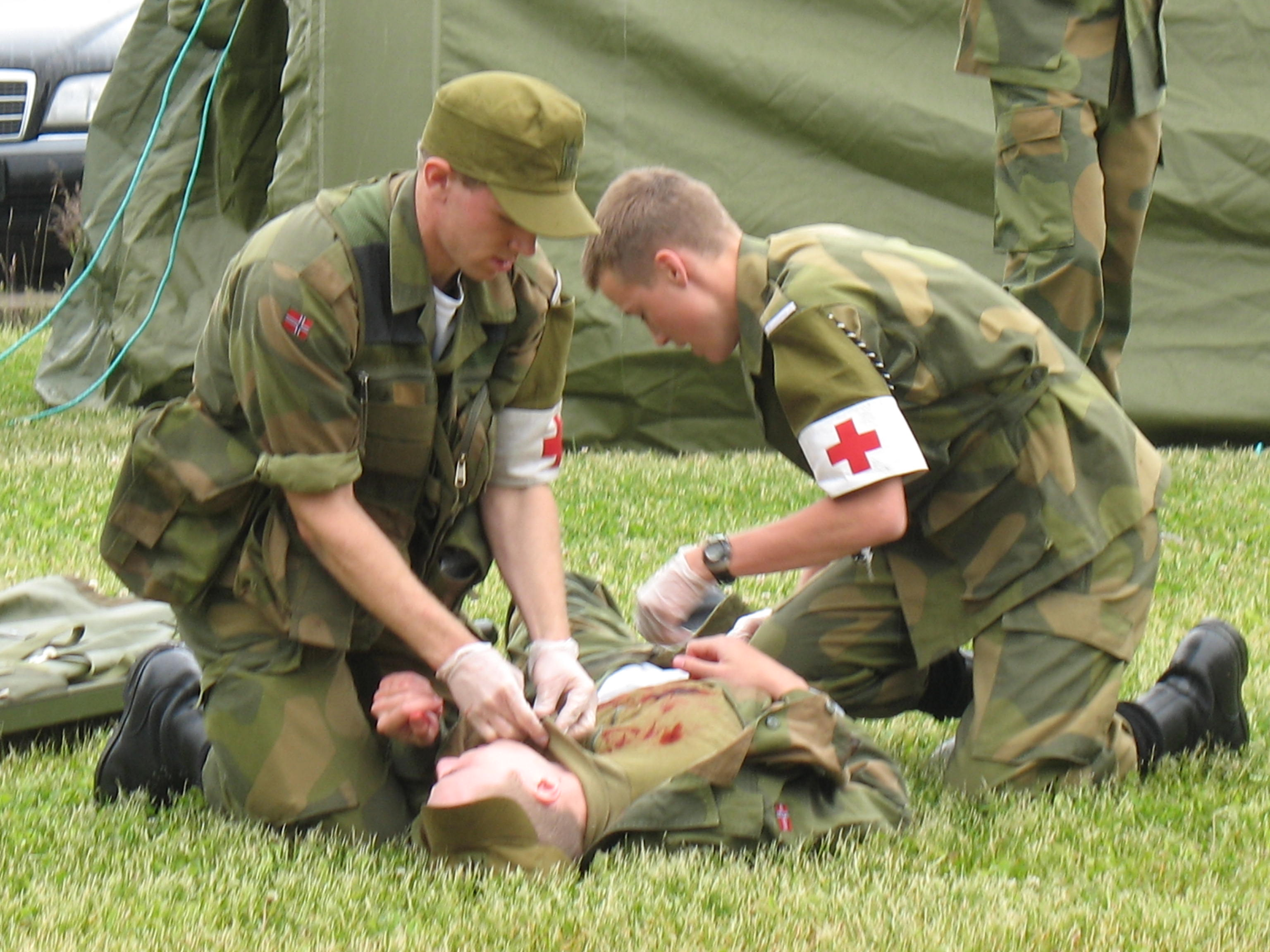
Armbinde von Sanitätern der norwegischen Streitkräfte
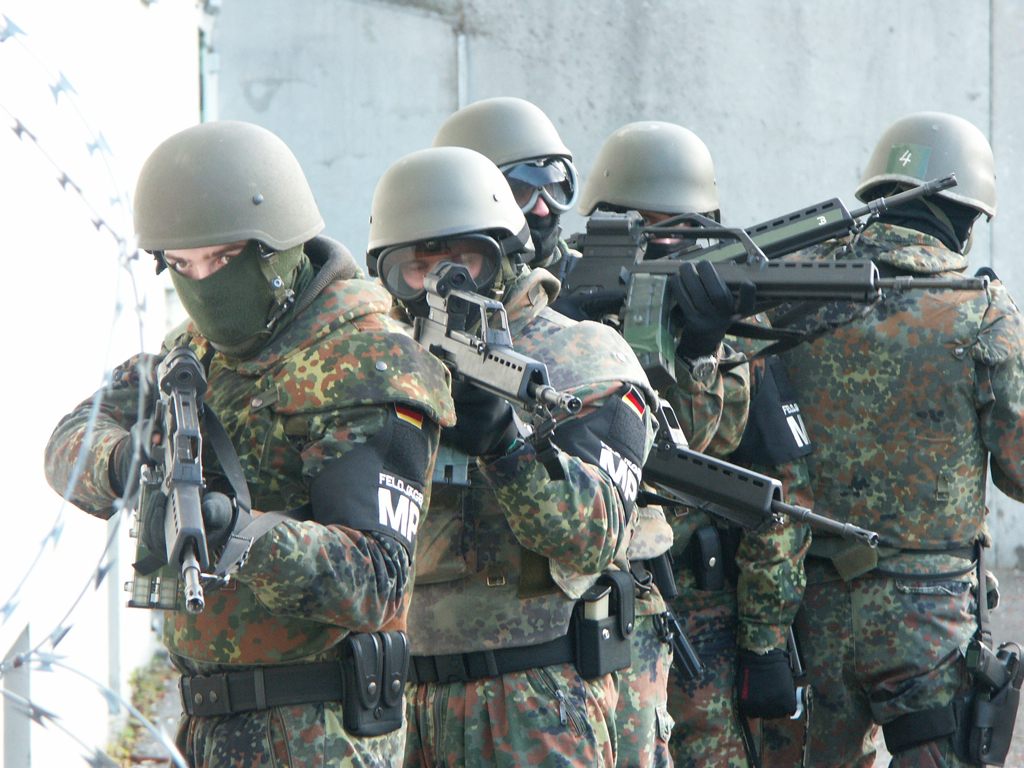
Armbinde der Feldjäger der Bundeswehr
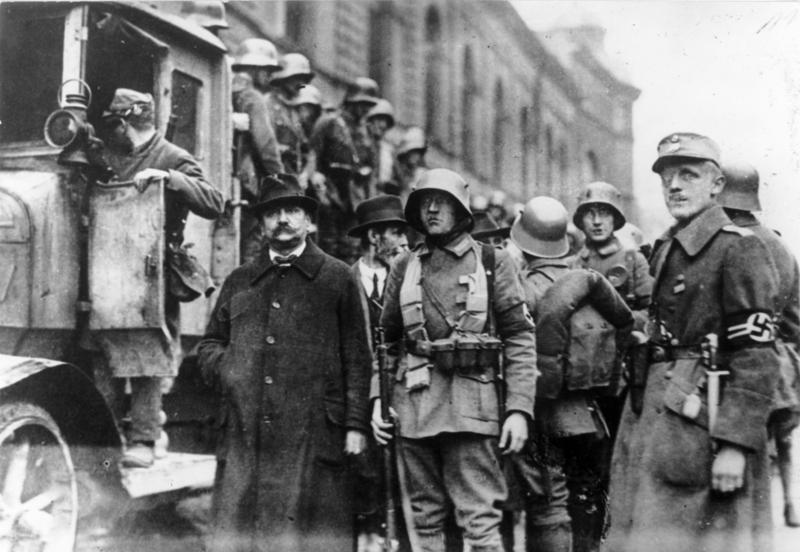
Hakenkreuzarmbinden, getragen durch Unterstützer des Hitlerputsches.
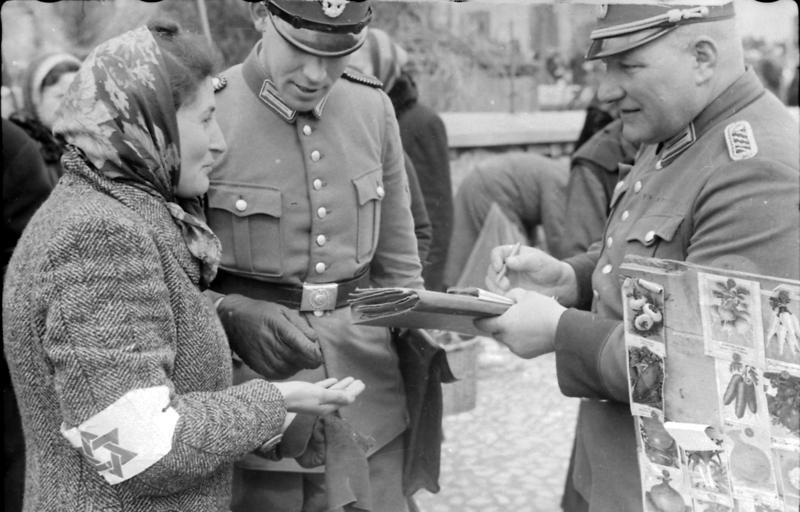
Jüdin mit vorgeschriebener Armbinde zur Zeit des Nationalsozialismus
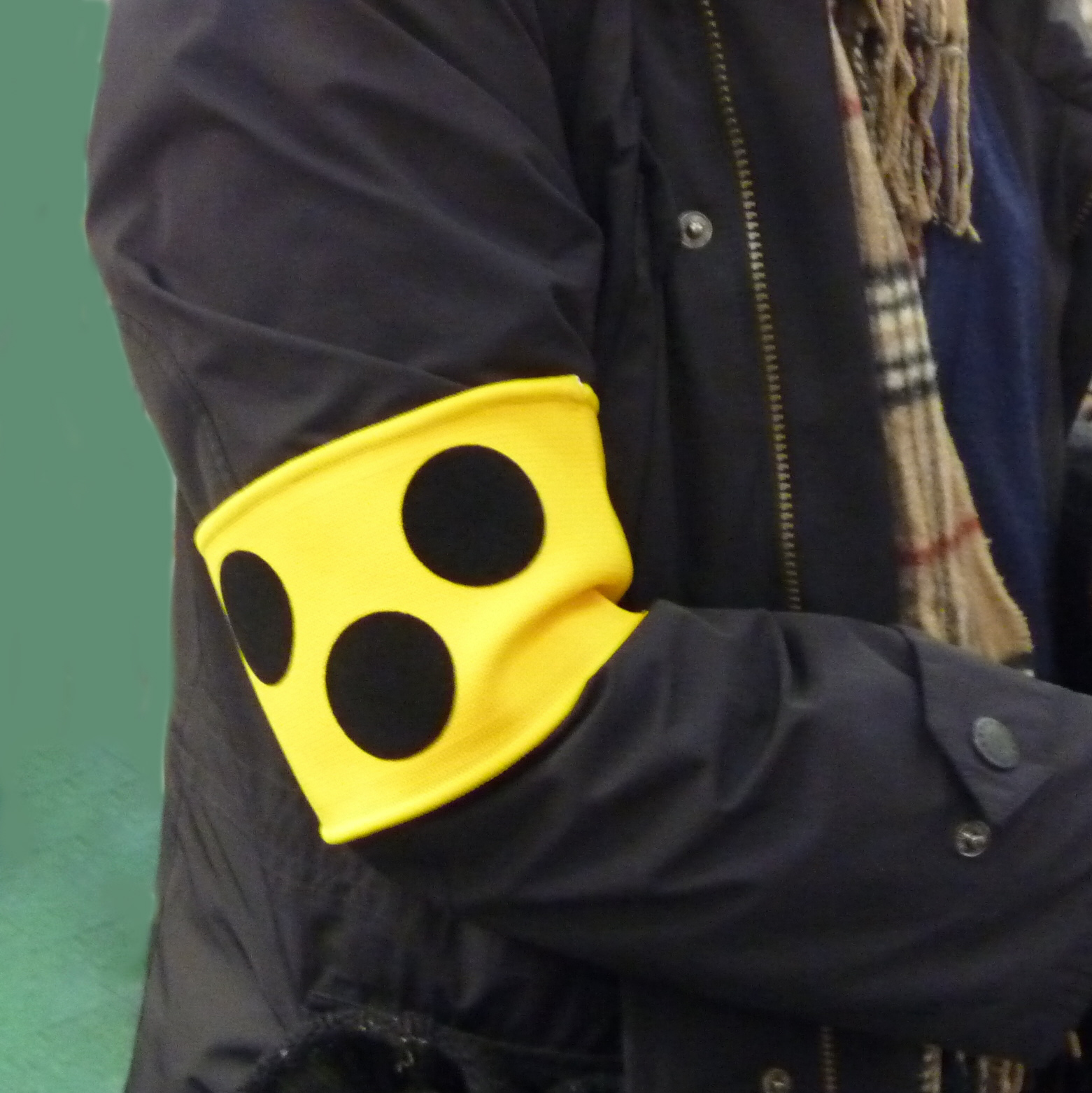
Armbinde zum Anzeigen einer Sehbehinderung.